# 安曇野ちひろ美術館
安曇野ちひろ美術館（あずみのちひろびじゅつかん）は、長野県北安曇郡松川村にある絵本画家いわさきちひろと世界の絵本画家の作品を収蔵する世界最大規模の絵本美術館である。松川村営の安曇野ちひろ公園内に立地する。

## 概要
いわさきちひろ絵本美術館（現在のちひろ美術館・東京）の開館20周年を記念して、ちひろの両親が戦後に開拓農民として暮らした長野県北安曇郡松川村に姉妹館が建てられることになり、1993年夏、いわさきちひろ記念事業団がプロポーザルコンペティションを企画。内藤廣建築設計事務所が設計を担当することになった。また松川村が計画した4haあまりの公園の中に敷地を取得して、姉妹館は整備されることになったため、建物と公園を一体に計画するという趣旨から、整備される安曇野ちひろ公園の計画も村から委託を受け、内藤廣建築設計事務所が同時に設計を手掛けることとなった。
安曇野ちひろ美術館は1997年4月に開館し、2001年3月には本館西側に新館が増築され、本館を含めた展示面積は約2倍に増え、展示室が5部屋となった。
新築、増築時共に施工は前田建設工業が手掛けた。鉄筋コンクリート構造、小屋組木造。地上1階建。
2017年4月、開館20周年を迎え、同年までに延べで389万人が入館している。
初代館長は松本猛が務め、2011年5月から黒柳徹子が二代目として館長を引き継いだ。
2020年、ちひろ美術館（東京・安曇野）が、第一回日本博物館協会賞を受賞。

## 施設概要
展示室1 ちひろの仕事
ちひろの代表作の原画を中心に、1年に4回のテーマを決めて、ちひろの作品を展示している部屋。
展示室2 ちひろの人生
ちひろが誕生してから没するまでを時系列に沿って、人生で重要であった出来事を紹介している部屋。素描やスケッチ、遺品も展示されており、ちひろの人間像が浮き彫りにされている。
展示室3 世界の絵本画家
散逸しがちな絵本の原画を保存するための、国際的なコレクションが展示されている。アジア・ヨーロッパ・アメリカなど、国籍もさまざまな作家が取り上げられている。年4回作品を入れ替えている。
展示室4 企画展展示室
コレクション作品の展示など、企画展示を行っている。世界の絵本画家をテーマに、年4回の企画展を行っている。
展示室5 絵本の歴史
死者の書や絵巻物など、現代の絵本につながる史料を展示している。
絵本の部屋
コレクション作家を中心に、約3,000冊の絵本が閲覧できる図書室。
ミュージアムショップ
いわさきちひろやコレクション作家の作品を用いたさまざまなグッズが販売されている。一つの展示室に相当する面積が充てられており、来館者でいつも賑わっている。
子どもの部屋
絵を鑑賞することに興味のない子どももいることに配慮して設置された場所。子どもが創造性を発揮して楽しめるよう配慮されており、美術館のコンセプトとの整合性が取られている。
カフェ
地元の食材を活かした軽食やスイーツ、ハーブティーやアルコール類のなどのメニューがある。作品を見た人が印象や感動を深める場所として、館内で一番景色のよい場所に位置している。

## アクセス
- JR大糸線信濃松川駅より約2.5km（タクシー5分・レンタサイクル15分・徒歩30分）。
- 穂高駅からあづみ野エンジョイバスまたは信濃大町駅から信濃大町周遊バス（いずれも季節運行）。地理的に信濃松川駅が近いが同駅から当館への路線バスは発着していない。
- 長野自動車道 安曇野ICより約30分。

冬期（12月16日 - 2月28日）は休館。

## ギャラリー

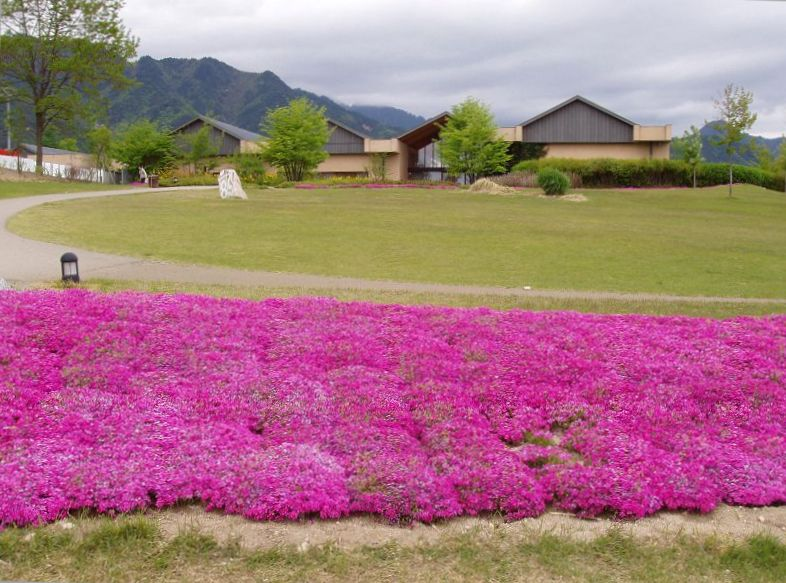
安曇野ちひろ美術館全景（2008年5月13日撮影）
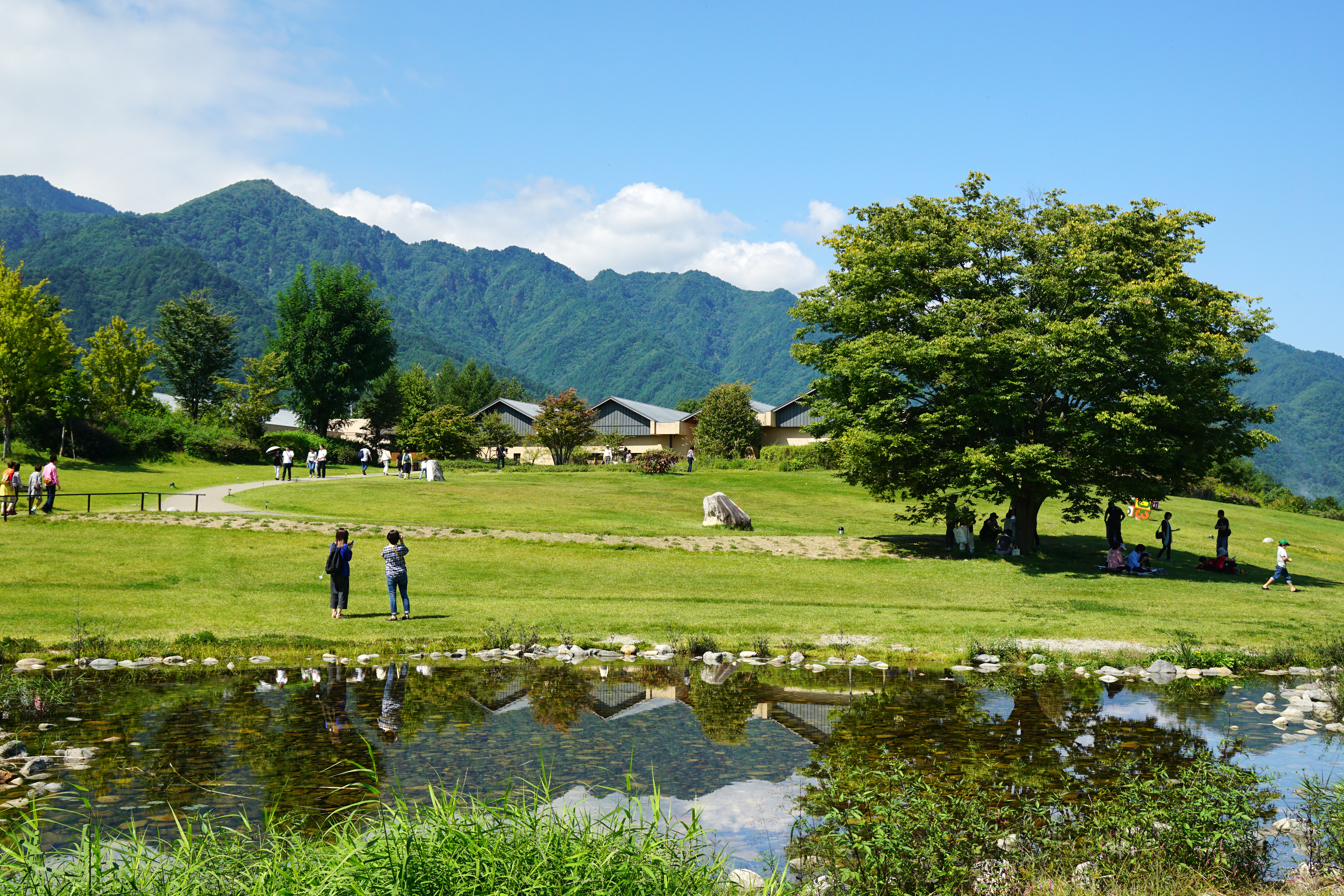
安曇野ちひろ公園
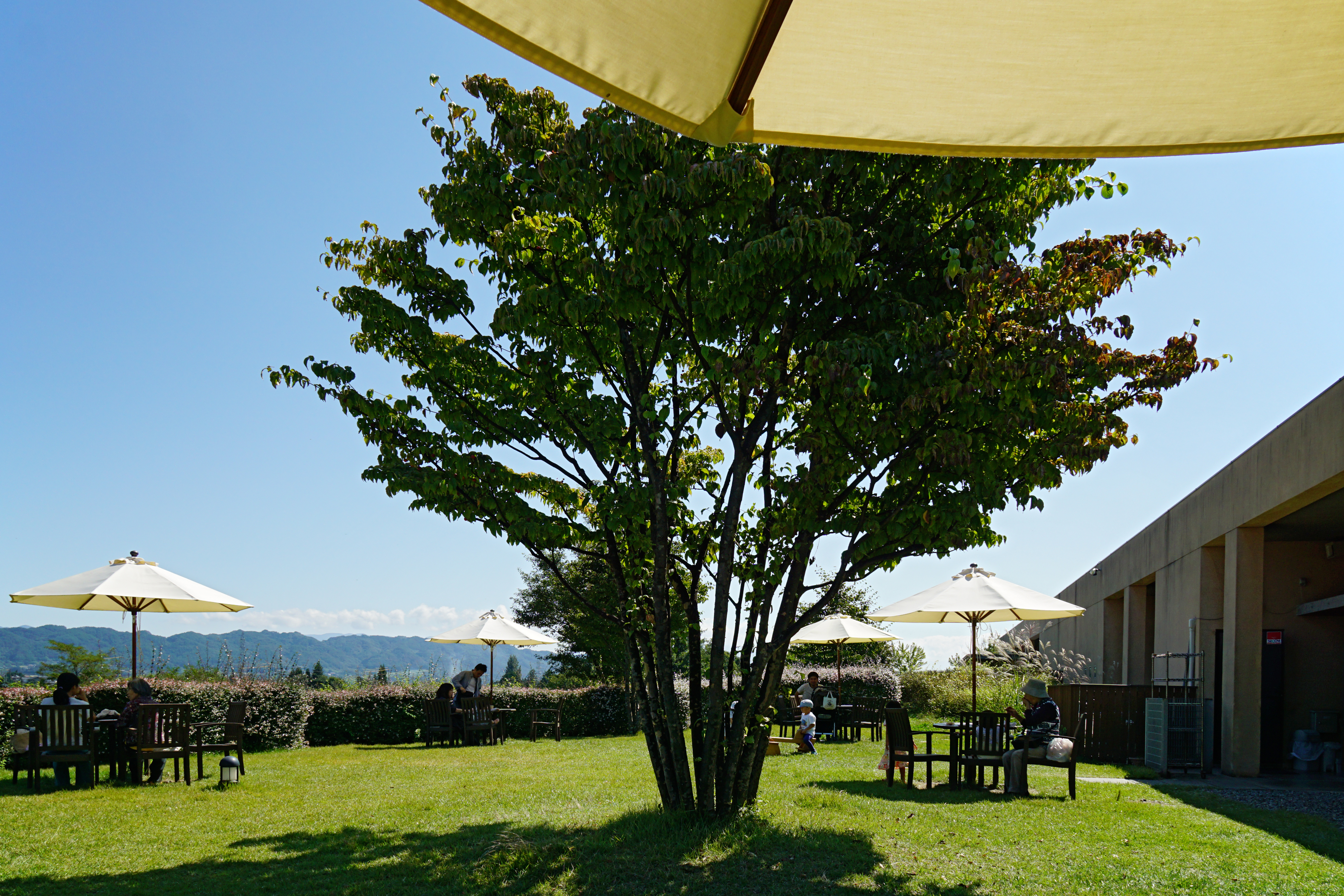
カフェ